# Center, Texas
Center är administrativ huvudort i Shelby County i Texas. Orten har uppkallats efter sitt centrala läge i Shelby County. Enligt 2010 års folkräkning hade Center 5 193 invånare.

## Kända personer från Center
- Jesse M. Combs, politiker